# Гарганта-де-лос-Монтес
Гарганта-де-лос-Монтес (ісп. Garganta de los Montes) — муніципалітет в Іспанії, у складі автономної спільноти Мадрид. Населення — 386 осіб (2010).
Муніципалітет розташований на відстані близько 55 км на північ від Мадрида.
На території муніципалітету розташовані такі населені пункти: (дані про населення за 2010 рік)
- Ель-Куадрон: 41 особа
- Гарганта-де-лос-Монтес: 313 осіб
- Лас-Ерас-дель-Сото: 2 особи
- Лас-Пахарілья: 10 осіб
- Ель-Вердугаль: 16 осіб
- Каньїсуела: 4 особи

## Демографія
Динаміка населення (INE ):

## Галерея зображень

Розташування муніципалітету у автономній спільноті Мадрид